# عناسة
عَنَّاسَة (الاسم العلمي: Porthetis)، جنس جنادب من مستقيمات الأجنحة وفصيلة الجنادب العلجومية.